# إعصار كارمن
إعصار كارمن هو إعصار استوائي من أعاصير موسم أعاصير الأطلسي عام 1974, وقد كان عاصفةً مدمرة واسعة الانتشار. نشأ الإعصار كاضطراب استوائي من أفريقيا في نهاية شهر آب (أغسطس). انتقل الاضطراب غرباً وتطور إلى إعصار استوائي غرب جزر الأنتيل الصغرى في 29 آب (أغسطس). تحرك الإعصار عبر منطقة البحر الكاريبي وهي بيئة مواتية لتكثيف الإعصار فسرعان ما اشتدت كثافة العاصفة وبلغت ذروتها الأولية كإعصار من الفئة 4 على مقياس سفير-سمبسون. انتقل كارمن إلى شواطئ شبه جزيرة يوكاتان، حيث تسبب بتلف المحاصيل وأسفر عن مقتل العديد من السكان. قبل وصول العاصفة، أقام المسؤولون العديد من مراكز الإخلاء وانقل العديد من السكان إلى المناطق المرتفعة.
بدخول الإعصار خليج المكسيك، تحول شمالاً وأعيد تكثيفه بوصوله إلى الولايات المتحدة. شكّل الإعصار تهديداً لمدينة نيو أورلينز، حيث انحرف باتجاه الغرب، وبلغ اليابسة جنوبي لويزيانا، وتبدد في النهاية شرق تكساس في العاشر من سبتمبر. بفعل التحذيرات التي أصدرت عن العاصفة، غادر نحو 100,000 مواطن مساكنهم بحثاً عن مأوى. كان الضرر أخف مما كان متوقعاً، لكن معامل السكر تكبّدت خسائر كبيرة. أسفر الإعصار عن مقتل 8 أشخاص وتسبب بخسائر بلغت قيمتها 162 مليون دولار.